# Fladda (Ramna Stacks)

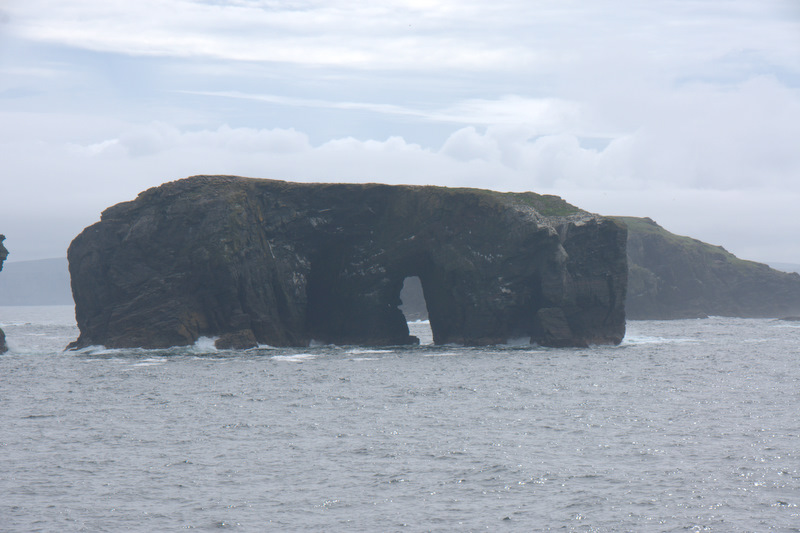
Ansicht von Westen mit dem Felsentor

Fladda ist die südlichste und zugleich größte Insel der Ramna Stacks, einer Gruppe unbewohnter Inseln im Nordwesten der zu Schottland zählenden Shetlands. Sie liegt etwa 500 Meter nordwestlich von Gruney sowie zwei Kilometer nördlich des Point of Fethaland im Nordatlantik. Ihre Ausmaße betragen rund 150 Meter in nord-südlicher sowie 50 Meter in ost-westlicher Richtung. Markant ist ein Felsentor, das sich unter der Insel hindurchzieht. Als einzige der Ramna Stacks weist Fladda eine nennenswerte Vegetation auf, hauptsächlich aus Gräsern und basierend auf Torf-Boden. Die übrigen Inseln der Gruppe bestehen im Wesentlichen aus nacktem Fels.
Fladda dient, wie auch Gruney und der Rest der Ramna Stacks, verschiedenen Arten von Seevögeln als wichtige Brutstätte. Die Insel liegt innerhalb von Ramna Stacks and Gruney, einem Naturschutzgebiet (SSSI), das zugleich als Schutzgebiet nach der EU-Vogelschutzrichtlinie (SPA) ausgewiesen ist. Beide fallen zudem in das SSSI Uyea – North Roe Coast.